# Albán labdarúgó-válogatott

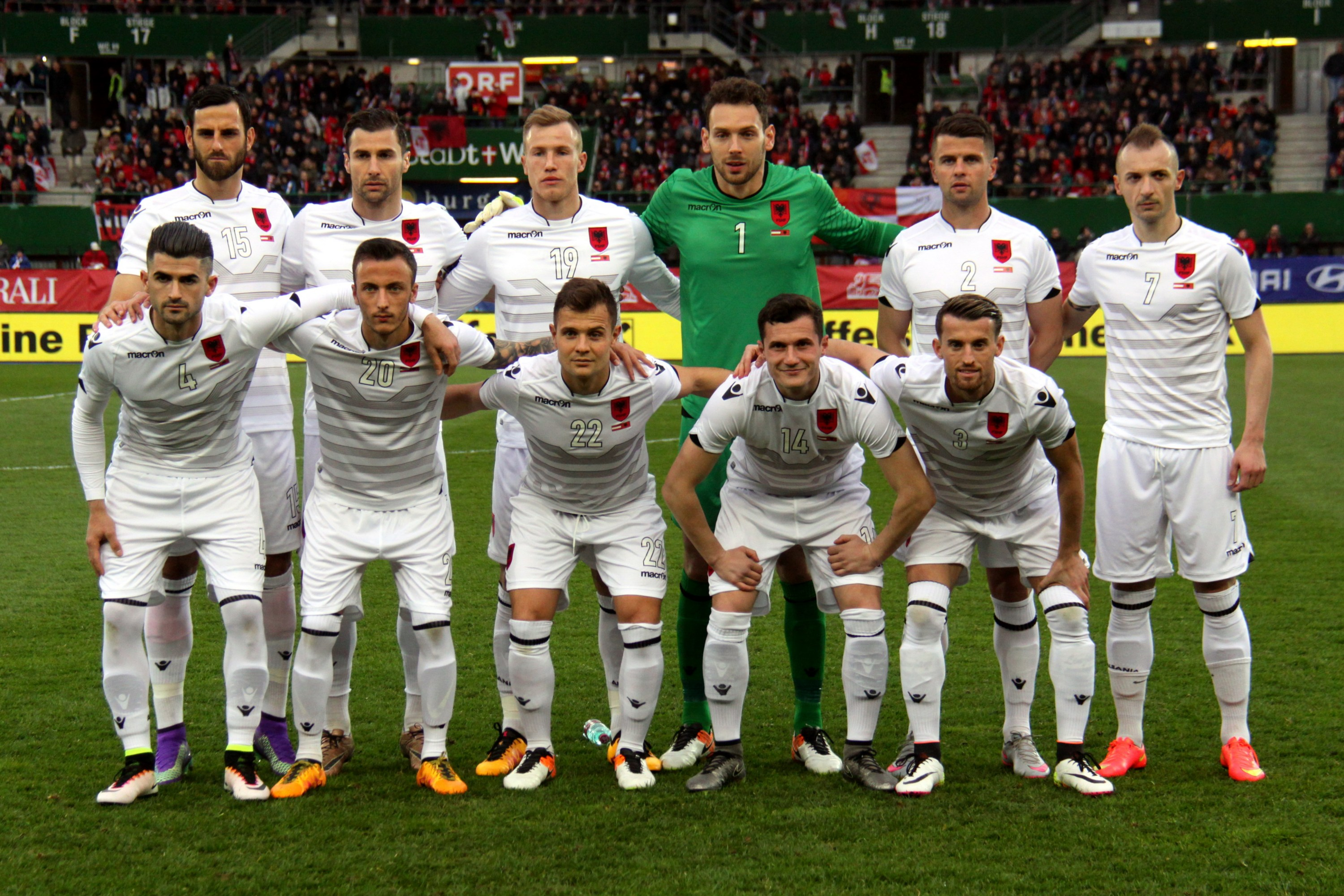
Albán labdarúgó-válogatott (2016)

Az albán labdarúgó-válogatott Albánia nemzeti csapata, amelyet az Albán labdarúgó-szövetség (Albánul: Federata Shqiptare e Futbollit) irányít.
A szövetséget 1930-ban alapították, azonban 16 évig kellett várni az albán válogatott első mérkőzésére. Jugoszlávia ellen léptek pályára 1946-ban. A FIFA-hoz 1932-ben csatlakoztak, az UEFA-nak 1954 óta tagjai.
Eddig még nem sikerült kijutniuk egyetlen világbajnokságra sem. A 2016-os Európa-bajnokság volt az első rangos torna, melyen részt vettek, valamint kijutottak a 2024-es Európa-bajnokságra is.

## A válogatott története

### A kezdetek
Az albán labdarúgó-válogatottat hamarabb létrehozták, mint az Albán labdarúgó-szövetséget, de ettől függetlenül egyetlen mérkőzést sem játszott. A szervezetet 1930. június 6-án alapították és nem sokkal később tagja lett a FIFA-nak. Az első hivatalos mérkőzésüket 1946. október 7-én játszották Jugoszlávia ellen. Még ebben az évben Albánia indult a Balkán-bajnokságon, amit megnyertek, miután a döntőben 1–0-ra legyőzték Romániát. 1954-ben Albánia egyike volt az UEFA alapító tagállamoknak, de ennek ellenére az 1950-es években szinte teljes elszigeteltség jellemezte az albán labdarúgást. 1954–1963 között mindössze egyetlen nemzetközi mérkőzést játszott - az NDK ellen. Komolyabb nemzetközi megmérettetésen az 1964-es Európa-bajnokság selejtezőiben vett részt először.
A világbajnoki selejtezőkben először 1966-ban indult. A csoportjukban mindössze egy pontot szerezve az utolsó helyen végeztek.
Bár az albán válogatott nem tartozott Európa legjobbjai közé, néha sikerült meglepő eredményeket elérniük nagyon jó csapatok ellen. Az 1968-as EB selejtezőjében 0–0-t játszottak az NSZK-val, amely eredmény végül is a németek vesztét okozta. Ebben az időszakban Albánia meglehetősen vitathatóan magasztalta nagyszerű játékosát, Panajot Pano-t. Az elkövetkező években politikai okokból nem indultak az 1970-es és 1978-as világbajnokság, illetve az 1972-es, 1976-os és az 1980-as Európa-bajnokság selejtezőiben. Hat év után az 1982-es világbajnokság selejtezőiben indultak ismét.
Az 1986-os világbajnokság selejtezői további emlékezetes végeredményeket hoztak. Ilyen volt például a 2–2-es idegenbeli döntetlen Lengyelország ellen vagy a 3–1 arányú győzelem a későbbi elődöntős, Belgium felett. Az 1988-as Európa-bajnokság és az 1990-es világbajnokság selejtezőiben az összes mérkőzésüket elveszítették. 
Az 1992-es Európa-bajnokság kvalifikációiban mindössze 2 pontot szereztek és utolsó helyen végeztek a csoportjukban. Az 1994-es vb selejtezőiben az egyetlen győzelmüket Litvánia ellen szerezték. 1996-ban Moldovát győzték le két alkalommal.
Az 1998-as vb selejtezőjében kénytelenek voltak néhány hazai mérkőzést semleges pályán lejátszani, mivel hazai környezetben gyakoriak voltak a rendbontások. Azonban sikerült kivívniuk egy 4–1-es győzelmet Törökország felett. A 2002-es világbajnokság selejtezőiben 2–0-ra legyőzték Görögországot. Ez volt az egyetlen győzelmük a sorozatban. A 2004-es Eb selejtezőiben Oroszországot (3–1), a 2006-os vb selejtezőiben pedig a két hónappal korábban Európa-bajnoki címet szerző görögöket verték 2–1-re. 
A 2008-as Európa-bajnokság selejtezőiben két alkalommal győzték le Luxemburgot. Fehéroroszország ellen 2–2-es, idegenben Bulgária ellen 0–0-s döntetlent játszottak. A Romániától elszenvedett 6–1-es vereség után menesztették a szövetségi kapitányt Otto Barićot. A 2010-es világbajnoki selejtezőkre a holland szakembert Arie Haan-t nevezték ki a kapitányi posztra.
A 2012-es Európa-bajnokság selejtezőiben 10 mérkőzésen 9 pontot szereztek. Ciprust 6–1-re verték hazai pályán, ami az albán válogatott történetének egyik legnagyobb arányú győzelme.
2012 februárjában az olasz Gianni De Biasit nevezték ki a szövetségi kapitányi posztra, a 2014-es világbajnokság selejtezőit az ő irányítása alatt kezdték. Norvégiát idegenben győzték le 1–0-ra. Szlovénia ellen szintén 1–0-s győzelmet ünnepelhettek. A selejtezők végén Ciprust megelőzve a csoport ötödik helyén végeztek.  

### 2016-os Európa-bajnokság
A 2016-os Európa-bajnokság selejtezőiben Albánia a sorsolást követően az I csoportba került; Dánia, Örményország, Portugália és Szerbia társaságában. Első mérkőzésükön Portugáliát sikerült legyőzniük idegenben 1–0-ra. Ezt követően Dániával játszottak 1–1-es döntetlent hazai pályán. A Szerbia elleni idegenbeli selejtező a 42. percben félbeszakadt. A pálya felett egy drón jelent meg, amelyen egy Nagy-Albániát ábrázoló zászló volt. Később a mérkőzés három pontját 3–0-s gólkülönbséggel végül az albánoknak ítélték oda. Örményországot hazai pályán 2–1-re győzték le, ami a Dánia elleni idegenbeli 0–0-s eredmény követett. A selejtezőkben az első vereségüket Portugáliától szenvedték 1–0 arányban. Szerbiától szintén hazai pályán kaptak ki 2–0-ra. Utolsó mérkőzésükön Örményországot verték 3–0-ra, ami azt jelentette, hogy történetük során első alkalommal jutottak ki az Európa-bajnokságra és egyben rangos nemzetközi tornára.
Az Európa-bajnokságon az A csoportba kerültek; a házigazda Franciaország, Románia és Svájc mellé. Első mérkőzésükön Svájctól szenvedtek 1–0-s vereséget. A találkozó érdekessége volt, hogy a svájci válogatottban több albán származású játékos is szerepelt. A legérdekesebb talán a testvérpár Granit Xhaka és Taulant Xhaka helyzete volt, előbbi a svájci, utóbbi az albán csapatban játszott. A Franciaország elleni mérkőzés egészen a 90. percig 0–0-ra állt, de ekkor Antoine Griezmann-nak sikerült betalálnia. A végig masszívan védekező albánok megtörtek és a 95. percben még egy gólt kaptak, így 2–0-ra elveszítették az összecsapást. Utolsó csoportmérkőzésükön sikerült megszerezniük a történelmi jelentőségű győzelmet. Armando Sadiku góljával 1–0-ra legyőzték Romániát és még volt remény a továbbjutásra, de mint utólag kiderült Albánia lett az egyik csoportharmadik, akinek búcsúznia kellett a tornától.

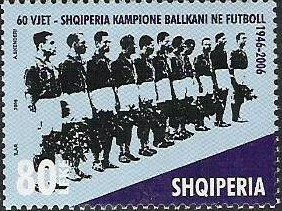
Az 1946-os Balkán-bajnokság-győzelem 60. évfordulójára kiadott bélyeg

### Az Európa-bajnokság után
A 2018-as világbajnokság selejtezőiben Spanyolország, Olaszország, Macedónia, Izrael és Liechtenstein társaságában a G csoportba kerültek.

### 2024-es Európa-bajnokság
A 2024-es Európa-bajnokság selejtezőiben Albánia a sorsolást követően az E csoportba került; Lengyelország, Csehország, Moldova és a Feröer-szigetek társaságában. A csoportbeli első mérkőzésüket elvesztették 1–0-ra Lengyelország ellen. Ezt követően viszont sikerült legyőzniük 2–0-ra Moldovát, majd idegenben 1–3-ra diadalmaskodtak a Feröer-szigetek ellen. Csehországgal egy idegenbeli 1–1-es döntetlent játszottak, majd ezután hazai pályán 2–0-ra verték el a lengyeleket. Ezután következett legnagyobb győzelmük a sorozatban: hazai pályán 3–0-ra verték el Csehországot. A Moldova elleni idegenbeli 1–1-es döntetlen által matematikailag is kijutottak az Európa-bajnokságra, egy hazai 0–0-s döntetlen a Feröer-szigetek ellen pedig a csoportelsőséget jelentette az albán válogatott számára. 
Az Európa-bajnokságon a B csoportba kerültek; Spanyolország, Horvátország és Olaszország mellé. A csoport a világ- és Európa-bajnok spanyolok, a szintén világ- és Európa-bajnok olaszok, valamint a 2018-as vb-döntős horvátok miatt a „halálcsoport” megnevezést is megkapta.

## Nemzetközi eredmények
Balkán-bajnokság
Aranyérmes (1): 1946

### Világbajnokság
| Világbajnokság | Világbajnokság    | Világbajnokság    | Világbajnokság    | Világbajnokság    | Világbajnokság    | Világbajnokság    | Világbajnokság    | Világbajnokság    | Világbajnokság    | Selejtezők        | Selejtezők        | Selejtezők        | Selejtezők        | Selejtezők        | Selejtezők        | Selejtezők        |
| Év             | Eredmény          | H.                | M                 | Gy                | D                 | V                 | G+                | G–                | Keret             | H.                | M                 | Gy                | D                 | V                 | G+                | G–                |
| -------------- | ----------------- | ----------------- | ----------------- | ----------------- | ----------------- | ----------------- | ----------------- | ----------------- | ----------------- | ----------------- | ----------------- | ----------------- | ----------------- | ----------------- | ----------------- | ----------------- |
| 1930           | nem volt FIFA-tag | nem volt FIFA-tag | nem volt FIFA-tag | nem volt FIFA-tag | nem volt FIFA-tag | nem volt FIFA-tag | nem volt FIFA-tag | nem volt FIFA-tag | nem volt FIFA-tag | nem volt FIFA-tag | nem volt FIFA-tag | nem volt FIFA-tag | nem volt FIFA-tag | nem volt FIFA-tag | nem volt FIFA-tag | nem volt FIFA-tag |
| 1934           | nem indult        | nem indult        | nem indult        | nem indult        | nem indult        | nem indult        | nem indult        | nem indult        | nem indult        | nem indult        | nem indult        | nem indult        | nem indult        | nem indult        | nem indult        | nem indult        |
| 1938           | nem indult        | nem indult        | nem indult        | nem indult        | nem indult        | nem indult        | nem indult        | nem indult        | nem indult        | nem indult        | nem indult        | nem indult        | nem indult        | nem indult        | nem indult        | nem indult        |
| 1950           | nem indult        | nem indult        | nem indult        | nem indult        | nem indult        | nem indult        | nem indult        | nem indult        | nem indult        | nem indult        | nem indult        | nem indult        | nem indult        | nem indult        | nem indult        | nem indult        |
| 1954           | nem indult        | nem indult        | nem indult        | nem indult        | nem indult        | nem indult        | nem indult        | nem indult        | nem indult        | nem indult        | nem indult        | nem indult        | nem indult        | nem indult        | nem indult        | nem indult        |
| 1958           | nem indult        | nem indult        | nem indult        | nem indult        | nem indult        | nem indult        | nem indult        | nem indult        | nem indult        | nem indult        | nem indult        | nem indult        | nem indult        | nem indult        | nem indult        | nem indult        |
| 1962           | nem indult        | nem indult        | nem indult        | nem indult        | nem indult        | nem indult        | nem indult        | nem indult        | nem indult        | nem indult        | nem indult        | nem indult        | nem indult        | nem indult        | nem indult        | nem indult        |
| 1966           | nem jutott ki     | nem jutott ki     | nem jutott ki     | nem jutott ki     | nem jutott ki     | nem jutott ki     | nem jutott ki     | nem jutott ki     | nem jutott ki     | 4.                | 6                 | 0                 | 1                 | 5                 | 2                 | 12                |
| 1970           | nem indult        | nem indult        | nem indult        | nem indult        | nem indult        | nem indult        | nem indult        | nem indult        | nem indult        | nem indult        | nem indult        | nem indult        | nem indult        | nem indult        | nem indult        | nem indult        |
| 1974           | nem jutott ki     | nem jutott ki     | nem jutott ki     | nem jutott ki     | nem jutott ki     | nem jutott ki     | nem jutott ki     | nem jutott ki     | nem jutott ki     | 4.                | 6                 | 1                 | 0                 | 5                 | 3                 | 13                |
| 1978           | nem indult        | nem indult        | nem indult        | nem indult        | nem indult        | nem indult        | nem indult        | nem indult        | nem indult        | nem indult        | nem indult        | nem indult        | nem indult        | nem indult        | nem indult        | nem indult        |
| 1982           | nem jutott ki     | nem jutott ki     | nem jutott ki     | nem jutott ki     | nem jutott ki     | nem jutott ki     | nem jutott ki     | nem jutott ki     | nem jutott ki     | 4.                | 8                 | 1                 | 0                 | 7                 | 4                 | 22                |
| 1986           | nem jutott ki     | nem jutott ki     | nem jutott ki     | nem jutott ki     | nem jutott ki     | nem jutott ki     | nem jutott ki     | nem jutott ki     | nem jutott ki     | 3.                | 6                 | 1                 | 2                 | 3                 | 6                 | 9                 |
| 1990           | nem jutott ki     | nem jutott ki     | nem jutott ki     | nem jutott ki     | nem jutott ki     | nem jutott ki     | nem jutott ki     | nem jutott ki     | nem jutott ki     | 4.                | 6                 | 0                 | 0                 | 6                 | 3                 | 15                |
| 1994           | nem jutott ki     | nem jutott ki     | nem jutott ki     | nem jutott ki     | nem jutott ki     | nem jutott ki     | nem jutott ki     | nem jutott ki     | nem jutott ki     | 7.                | 12                | 1                 | 2                 | 9                 | 6                 | 26                |
| 1998           | nem jutott ki     | nem jutott ki     | nem jutott ki     | nem jutott ki     | nem jutott ki     | nem jutott ki     | nem jutott ki     | nem jutott ki     | nem jutott ki     | 6.                | 10                | 1                 | 1                 | 8                 | 7                 | 20                |
| 2002           | nem jutott ki     | nem jutott ki     | nem jutott ki     | nem jutott ki     | nem jutott ki     | nem jutott ki     | nem jutott ki     | nem jutott ki     | nem jutott ki     | 5.                | 8                 | 1                 | 0                 | 7                 | 5                 | 14                |
| 2006           | nem jutott ki     | nem jutott ki     | nem jutott ki     | nem jutott ki     | nem jutott ki     | nem jutott ki     | nem jutott ki     | nem jutott ki     | nem jutott ki     | 5.                | 12                | 4                 | 1                 | 7                 | 11                | 20                |
| 2010           | nem jutott ki     | nem jutott ki     | nem jutott ki     | nem jutott ki     | nem jutott ki     | nem jutott ki     | nem jutott ki     | nem jutott ki     | nem jutott ki     | 5.                | 10                | 1                 | 4                 | 5                 | 6                 | 13                |
| 2014           | nem jutott ki     | nem jutott ki     | nem jutott ki     | nem jutott ki     | nem jutott ki     | nem jutott ki     | nem jutott ki     | nem jutott ki     | nem jutott ki     | 5.                | 10                | 3                 | 2                 | 5                 | 9                 | 11                |
| 2018           | nem jutott ki     | nem jutott ki     | nem jutott ki     | nem jutott ki     | nem jutott ki     | nem jutott ki     | nem jutott ki     | nem jutott ki     | nem jutott ki     | 3.                | 10                | 4                 | 1                 | 5                 | 10                | 13                |
| 2022           | nem jutott ki     | nem jutott ki     | nem jutott ki     | nem jutott ki     | nem jutott ki     | nem jutott ki     | nem jutott ki     | nem jutott ki     | nem jutott ki     | 4.                | 10                | 6                 | 0                 | 4                 | 12                | 12                |
| 2026           | később            | később            | később            | később            | később            | később            | később            | később            | később            | később            | később            | később            | később            | később            | később            | később            |
| Összesen       |                   | 0/22              | –                 | –                 | –                 | –                 | –                 | –                 | –                 | Összesen          | 114               | 24                | 14                | 76                | 84                | 200               |

### Európa-bajnokság
| Európa-bajnokság | Európa-bajnokság | Európa-bajnokság | Európa-bajnokság | Európa-bajnokság | Európa-bajnokság | Európa-bajnokság | Európa-bajnokság | Európa-bajnokság | Európa-bajnokság | Selejtezők   | Selejtezők | Selejtezők | Selejtezők | Selejtezők | Selejtezők | Selejtezők |        |
| Év               | Eredmény         | H.               | M                | Gy               | D                | V                | G+               | G–               | Keret            | H.           | M          | Gy         | D          | V          | G+         | G–         |        |
| ---------------- | ---------------- | ---------------- | ---------------- | ---------------- | ---------------- | ---------------- | ---------------- | ---------------- | ---------------- | ------------ | ---------- | ---------- | ---------- | ---------- | ---------- | ---------- | ------ |
| 1960             | nem indult       | nem indult       | nem indult       | nem indult       | nem indult       | nem indult       | nem indult       | nem indult       | nem indult       | nem indult   | nem indult | nem indult | nem indult | nem indult | nem indult | nem indult |        |
| 1964             | nem jutott ki    | nem jutott ki    | nem jutott ki    | nem jutott ki    | nem jutott ki    | nem jutott ki    | nem jutott ki    | nem jutott ki    | nem jutott ki    | Nyolcaddöntő | 4          | 3          | 0          | 1          | 7          | 4          |        |
| 1968             | nem jutott ki    | nem jutott ki    | nem jutott ki    | nem jutott ki    | nem jutott ki    | nem jutott ki    | nem jutott ki    | nem jutott ki    | nem jutott ki    | 3.           | 4          | 0          | 1          | 3          | 0          | 12         |        |
| 1972             | nem jutott ki    | nem jutott ki    | nem jutott ki    | nem jutott ki    | nem jutott ki    | nem jutott ki    | nem jutott ki    | nem jutott ki    | nem jutott ki    | 4.           | 6          | 1          | 1          | 4          | 5          | 9          |        |
| 1976             | nem indult       | nem indult       | nem indult       | nem indult       | nem indult       | nem indult       | nem indult       | nem indult       | nem indult       | nem indult   | nem indult | nem indult | nem indult | nem indult | nem indult | nem indult |        |
| 1980             | nem indult       | nem indult       | nem indult       | nem indult       | nem indult       | nem indult       | nem indult       | nem indult       | nem indult       | nem indult   | nem indult | nem indult | nem indult | nem indult | nem indult | nem indult |        |
| 1984             | nem jutott ki    | nem jutott ki    | nem jutott ki    | nem jutott ki    | nem jutott ki    | nem jutott ki    | nem jutott ki    | nem jutott ki    | nem jutott ki    | 5.           | 8          | 0          | 2          | 6          | 4          | 14         |        |
| 1988             | nem jutott ki    | nem jutott ki    | nem jutott ki    | nem jutott ki    | nem jutott ki    | nem jutott ki    | nem jutott ki    | nem jutott ki    | nem jutott ki    | 4.           | 6          | 0          | 0          | 6          | 2          | 17         |        |
| 1992             | nem jutott ki    | nem jutott ki    | nem jutott ki    | nem jutott ki    | nem jutott ki    | nem jutott ki    | nem jutott ki    | nem jutott ki    | nem jutott ki    | 5.           | 7          | 1          | 0          | 6          | 2          | 21         |        |
| 1996             | nem jutott ki    | nem jutott ki    | nem jutott ki    | nem jutott ki    | nem jutott ki    | nem jutott ki    | nem jutott ki    | nem jutott ki    | nem jutott ki    | 5.           | 10         | 2          | 2          | 6          | 10         | 16         |        |
| 2000             | nem jutott ki    | nem jutott ki    | nem jutott ki    | nem jutott ki    | nem jutott ki    | nem jutott ki    | nem jutott ki    | nem jutott ki    | nem jutott ki    | 5.           | 10         | 1          | 4          | 5          | 8          | 14         |        |
| 2004             | nem jutott ki    | nem jutott ki    | nem jutott ki    | nem jutott ki    | nem jutott ki    | nem jutott ki    | nem jutott ki    | nem jutott ki    | nem jutott ki    | 4.           | 8          | 2          | 2          | 4          | 11         | 15         |        |
| 2008             | nem jutott ki    | nem jutott ki    | nem jutott ki    | nem jutott ki    | nem jutott ki    | nem jutott ki    | nem jutott ki    | nem jutott ki    | nem jutott ki    | 5.           | 12         | 2          | 5          | 5          | 12         | 18         |        |
| 2012             | nem jutott ki    | nem jutott ki    | nem jutott ki    | nem jutott ki    | nem jutott ki    | nem jutott ki    | nem jutott ki    | nem jutott ki    | nem jutott ki    | 5.           | 10         | 2          | 3          | 5          | 7          | 14         |        |
| 2016             | Csoportkör       | 18.              | 3                | 1                | 0                | 2                | 1                | 3                | Keret            | 2.           | 12         | 6          | 4          | 2          | 14         | 10         |        |
| 2020             | nem jutott ki    | nem jutott ki    | nem jutott ki    | nem jutott ki    | nem jutott ki    | nem jutott ki    | nem jutott ki    | nem jutott ki    | nem jutott ki    | 4.           | 10         | 4          | 1          | 5          | 16         | 14         |        |
| 2024             | Csoportkör       | 21.              | 3                | 0                | 1                | 2                | 3                | 5                | Keret            | 1.           | 8          | 4          | 3          | 1          | 12         | 4          |        |
| 2028             | később           | később           | később           | később           | később           | később           | később           | később           | később           | később       | később     | később     | később     | később     | később     | később     | később |
| 2032             | később           | később           | később           | később           | később           | később           | később           | később           | később           | később       | később     | később     | később     | később     | később     | később     | később |
| Összesen         |                  | 2/17             | 6                | 1                | 1                | 4                | 4                | 8                | –                | Összesen     | 111        | 26         | 26         | 59         | 100        | 177        |        |

### UEFA Nemzetek Ligája
| Csoportkör | Csoportkör | Csoportkör | Csoportkör | Csoportkör | Csoportkör | Csoportkör | Csoportkör | Csoportkör | Csoportkör | Csoportkör         | Csoportkör | Egyenes kieséses szakasz | Egyenes kieséses szakasz | Egyenes kieséses szakasz | Egyenes kieséses szakasz | Egyenes kieséses szakasz | Egyenes kieséses szakasz | Egyenes kieséses szakasz | Egyenes kieséses szakasz | Egyenes kieséses szakasz |
| Szezon     | Liga       | Csoport    | H          | M          | Gy         | D          | V          | G+         | G–         | Feljutás/kiesés    | Helyezés   | Év                       | Eredmény                 | M                        | Gy                       | D                        | V                        | G+                       | G–                       | Keret                    |
| ---------- | ---------- | ---------- | ---------- | ---------- | ---------- | ---------- | ---------- | ---------- | ---------- | ------------------ | ---------- | ------------------------ | ------------------------ | ------------------------ | ------------------------ | ------------------------ | ------------------------ | ------------------------ | ------------------------ | ------------------------ |
| 2018–19    | C          | 1.         | 3.         | 4          | 1          | 0          | 3          | 1          | 8          | (formátumváltozás) | 34.        | 2019                     | nem jutott be            | nem jutott be            | nem jutott be            | nem jutott be            | nem jutott be            | nem jutott be            | nem jutott be            | nem jutott be            |
| 2020–21    | C          | 4.         | 1.         | 6          | 3          | 2          | 1          | 8          | 4          | Növekedés          | 35.        | 2021                     | nem jutott be            | nem jutott be            | nem jutott be            | nem jutott be            | nem jutott be            | nem jutott be            | nem jutott be            | nem jutott be            |
| 2022–23    | B          | 2.         | 3.         | 4          | 0          | 2          | 2          | 4          | 6          | Állandó            | 27.        | 2023                     | nem jutott be            | nem jutott be            | nem jutott be            | nem jutott be            | nem jutott be            | nem jutott be            | nem jutott be            | nem jutott be            |
| 2024–25    | B          | 1.         |            |            |            |            |            |            |            |                    |            | 2025                     | nem jutott be            | nem jutott be            | nem jutott be            | nem jutott be            | nem jutott be            | nem jutott be            | nem jutott be            | nem jutott be            |
| Összesen   | Összesen   | Összesen   | Összesen   | 14         | 4          | 4          | 6          | 13         | 18         |                    |            |                          | 0/4                      | –                        | –                        | –                        | –                        | –                        | –                        |                          |

## Mezek a válogatott története során
Az albán labdarúgó-válogatott hagyományos szerelése: vörös mez, fekete nadrág és vörös sportszár. A váltómez leggyakrabban fehér mezből, fehér nadrágból és fehér sportszárból áll.
Hazai
| 1946 | 1970 | 2010 | 2015 | Euro 2016 |

Idegenbeli
| 2010 | 2015 | 2015 (3. számú) | Euro 2016 | Euro 2016 (3. számú) |

## Játékosok

### Jelenlegi keret
A 2016-os labdarúgó-Európa-bajnokságra nevezett 23 fős keret. 
| Szám | Poszt | Név              | Születési dátum / Kor            | Válogatottság | Gólok | Klub                |
| ---- | ----- | ---------------- | -------------------------------- | ------------- | ----- | ------------------- |
| 1    | K     | Etrit Berisha    | 1989. március 10. (27 évesen)    | 35            | 0     | Lazio               |
| 2    | V     | Andi Lila        | 1986. február 12. (30 évesen)    | 59            | 0     | PASZ Jánina         |
| 3    | KP    | Ermir Lenjani    | 1989. augusztus 5. (26 évesen)   | 19            | 3     | Nantes              |
| 4    | V     | Elseid Hysaj     | 1994. február 20. (22 évesen)    | 20            | 0     | Napoli              |
| 5    | V     | Lorik Cana       | 1983. június 27. (32 évesen)     | 92            | 1     | Nantes              |
| 6    | V     | Freddie Veseli   | 1992. november 20. (23 évesen)   | 3             | 0     | Lugano              |
| 7    | V     | Ansi Agolli      | 1982. november 11. (33 évesen)   | 61            | 2     | Qarabağ             |
| 8    | KP    | Migjen Basha     | 1987. január 5. (29 évesen)      | 19            | 3     | Como                |
| 9    | KP    | Ledian Memushaj  | 1986. december 7. (29 évesen)    | 14            | 0     | Pescara             |
| 10   | CS    | Armando Sadiku   | 1991. május 27. (25 évesen)      | 20            | 5     | Vaduz               |
| 11   | CS    | Shkëlzen Gashi   | 1988. július 15. (27 évesen)     | 14            | 1     | Colorado Rapids     |
| 12   | K     | Orges Shehi      | 1977. szeptember 25. (38 évesen) | 7             | 0     | Skënderbeu Korçë    |
| 13   | KP    | Burim Kukeli     | 1984. január 16. (32 évesen)     | 15            | 0     | Zürich              |
| 14   | KP    | Taulant Xhaka    | 1991. március 28. (25 évesen)    | 12            | 0     | Basel               |
| 15   | V     | Mërgim Mavraj    | 1986. június 9. (30 évesen)      | 26            | 3     | 1. FC Köln          |
| 16   | CS    | Sokol Cikalleshi | 1990. július 27. (25 évesen)     | 20            | 2     | İstanbul Başakşehir |
| 17   | V     | Naser Aliji      | 1993. december 27. (22 évesen)   | 5             | 0     | Basel               |
| 18   | V     | Arlind Ajeti     | 1993. szeptember 25. (22 évesen) | 10            | 1     | Frosinone           |
| 19   | CS    | Bekim Balaj      | 1991. január 11. (25 évesen)     | 16            | 2     | Rijeka              |
| 20   | KP    | Ergys Kaçe       | 1993. július 8. (22 évesen)      | 16            | 2     | PAÓK                |
| 21   | KP    | Odise Roshi      | 1991. május 21. (25 évesen)      | 33            | 1     | Rijeka              |
| 22   | KP    | Amir Abrashi     | 1990. március 27. (26 évesen)    | 18            | 0     | SC Freiburg         |
| 23   | K     | Alban Hoxha      | 1987. november 23. (28 évesen)   | 1             | 0     | Partizani Tirana    |

## Válogatottsági rekordok
Az adatok 2016. november 12. állapotoknak felelnek meg.
- A még aktív játékosok (Félkövérrel) vannak megjelölve.

### Legtöbbször pályára lépett játékosok
| #   | Játékos        | Időszak   | Vál. | Gól |
| --- | -------------- | --------- | ---- | --- |
| 1.  | Lorik Cana     | 2003-2016 | 93   | 1   |
| 2.  | Altin Lala     | 1998-2011 | 79   | 3   |
| 3.  | Klodian Duro   | 2001-2011 | 77   | 4   |
| 4.  | Ervin Skela    | 2000-2011 | 75   | 13  |
| 5.  | Erjon Bogdani  | 1996-2013 | 74   | 18  |
| 6.  | Foto Strakosha | 1990-2005 | 73   | 0   |
| 7.  | Igli Tare      | 1997-2007 | 68   | 10  |
| 7.  | Ansi Agolli    | 2005-     | 68   | 2   |
| 9.  | Altin Haxhi    | 1995-2009 | 67   | 3   |
| 9.  | Alban Bushi    | 1995-2007 | 67   | 14  |
| 11. | Armend Dallku  | 2005-2013 | 64   | 1   |
| 12. | Altin Rraklli  | 1992-2005 | 63   | 11  |
| 13. | Andi Lila      | 2007-     | 62   | 0   |

### Legtöbb gólt szerző játékosok
| #   | Játékos         | Időszak   | Gól | Vál. |
| --- | --------------- | --------- | --- | ---- |
| 1.  | Erjon Bogdani   | 1996-2013 | 18  | 74   |
| 2.  | Alban Bushi     | 1995-2007 | 14  | 67   |
| 3.  | Ervin Skela     | 2000-2011 | 13  | 75   |
| 4.  | Altin Rraklli   | 1992-2005 | 11  | 63   |
| 4.  | Hamdi Salihi    | 2006-     | 11  | 50   |
| 6.  | Sokol Kushta    | 1985-1996 | 10  | 32   |
| 6.  | Igli Tare       | 1997-2007 | 10  | 68   |
| 8.  | Adrian Aliaj    | 2002-2006 | 8   | 29   |
| 9.  | Armando Sadiku  | 2012-     | 7   | 25   |
| 10. | Loro Boriçi     | 1946-1957 | 6   | 24   |
| 10. | Qamil Teliti    | 1946-1952 | 6   | 13   |
| 10. | Bledar Kola     | 1990-2001 | 6   | 39   |
| 10. | Edmond Kapllani | 2004-2014 | 6   | 41   |

### Ismert játékosok
| - Besart Berisha - Erjon Bogdani - Loro Boriçi - Alban Bushi - Lorik Cana - Sulejman Demollari - Mehmet Dragusha - Besnik Hasi - Mirel Josa - Edmond Kapllani - Agustin Kola - Bledar Kola - Naim Kryeziu | - Sokol Kushta - Altin Lala - Riza Lushta - Arben Minga - Edvin Murati - Panajot Pano - Altin Rraklli - Vasil Ruci - Ervin Skela - Selman Stërmasi - Foto Strakosha - Igli Tare - Rudi Vata |